# 안쏘는벌

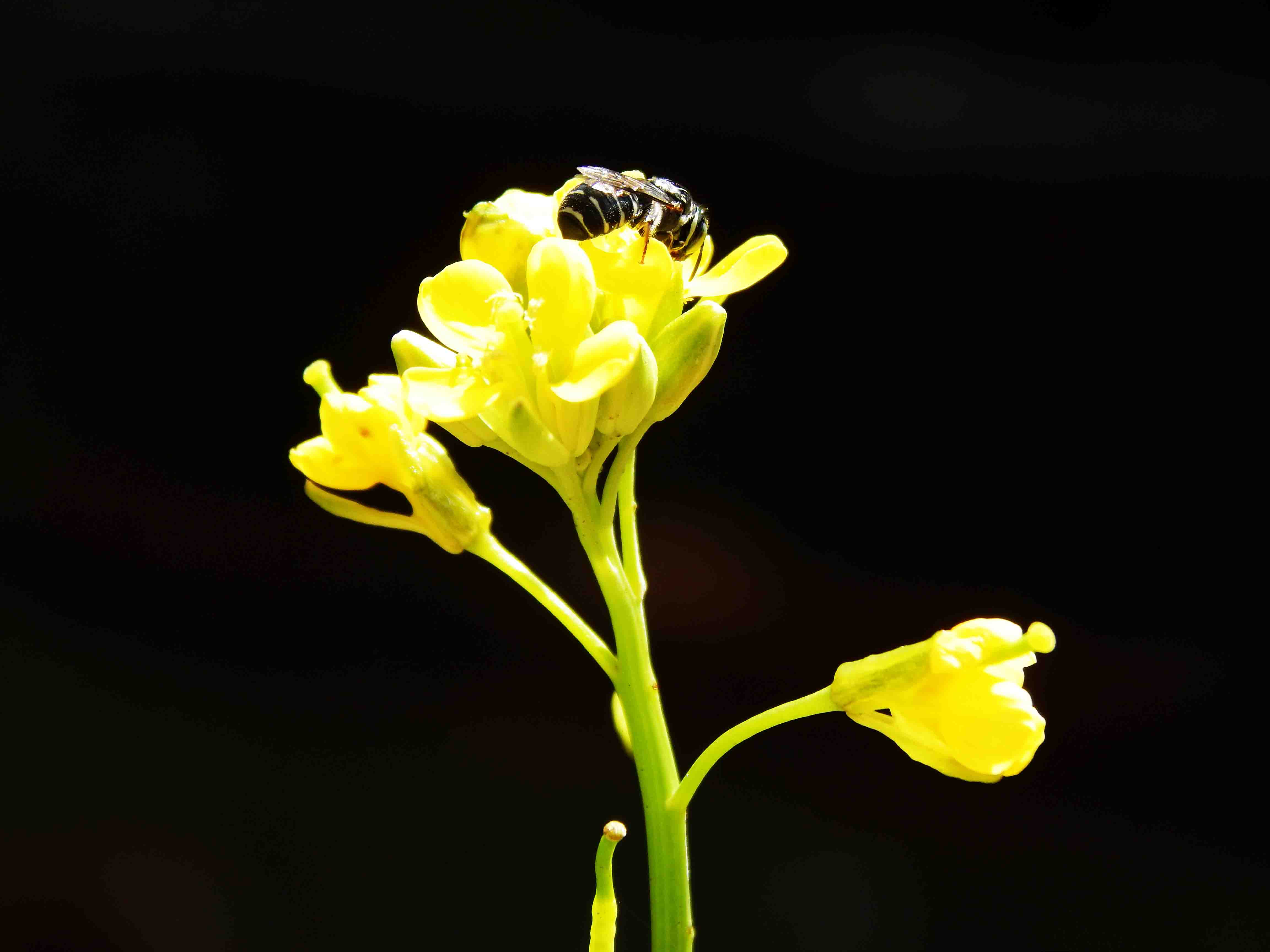
겨자꽃에서 꽃꿀을 모으는 안쏘는벌 (지역 코드 : 인도 케랄라)

안쏘는벌(영어: Stingless bee)은 500종 이상의 종을 포함하는 큰 집단 Meliponini족에 (또는 다른 저자들에 따르면 아족 Meliponina에) 속한 벌들이다. 꿀벌아과에 속해있으며, 일반적인 꿀벌, 어리호박벌, 난초벌, 뒤영벌과 분류학적으로 가깝다. 안쏘는벌은 침이 있으나 너무 작아서 쓸 수 없지만, 다른 방어행위, 방어기제는 가지고 있다. 안쏘는벌은 "안 쏘는" 유일한 벌의 종류가 아니다. 모든 수펄과, 애꽃벌과와 같은 다른 몇몇 부류의 암펄들도 침을 쓸 수 없다.

## 서식범위
안쏘는벌은 호주, 아프리카, 동남아시아, 아메리카 열대지방과 같은 대부분의 열대, 아열대 지방에서 발견된다. 중앙, 남아메리카에서 토착 진사회성 벌은 대부분 안쏘는벌이지만, 그 중에서 소수의 벌들만이 사람들에게 양봉되며 어느 정도의 규모로 꿀을 생산한다. 마다가스카르와 아프리카에도 꽤나 다양한 종류가 살아가며, 거기서도 양봉된다; 안쏘는벌의 꿀은 남아메리카에서 그렇듯이 많은 아프리카의 나라들에서 약 취급을 받는다.

## 행동
열대지방에 사는 안쏘는벌은 한 해 내내 활동적이지만, 좀 더 차가운 날씨에서는 활동성이 떨어지고, 어떤 종은 휴면한다. 안쏘는벌은 다른 진사회성 벌들과는 다르게 쏘지 않지만, 둥지가 공격받으면 침입자를 물어뜯는다. 와 같은 몇몇의 경우는 복부에서 포름산이나 프로폴리스를 분비하여 따가운 물집이 생긴다. 안쏘는벌은 침은 없지만 진사회성이며, 건드리기만 하면 무수한 일벌들이 달려드는 굉장히 큰 벌집을 이룰 수 있다.

### 둥지

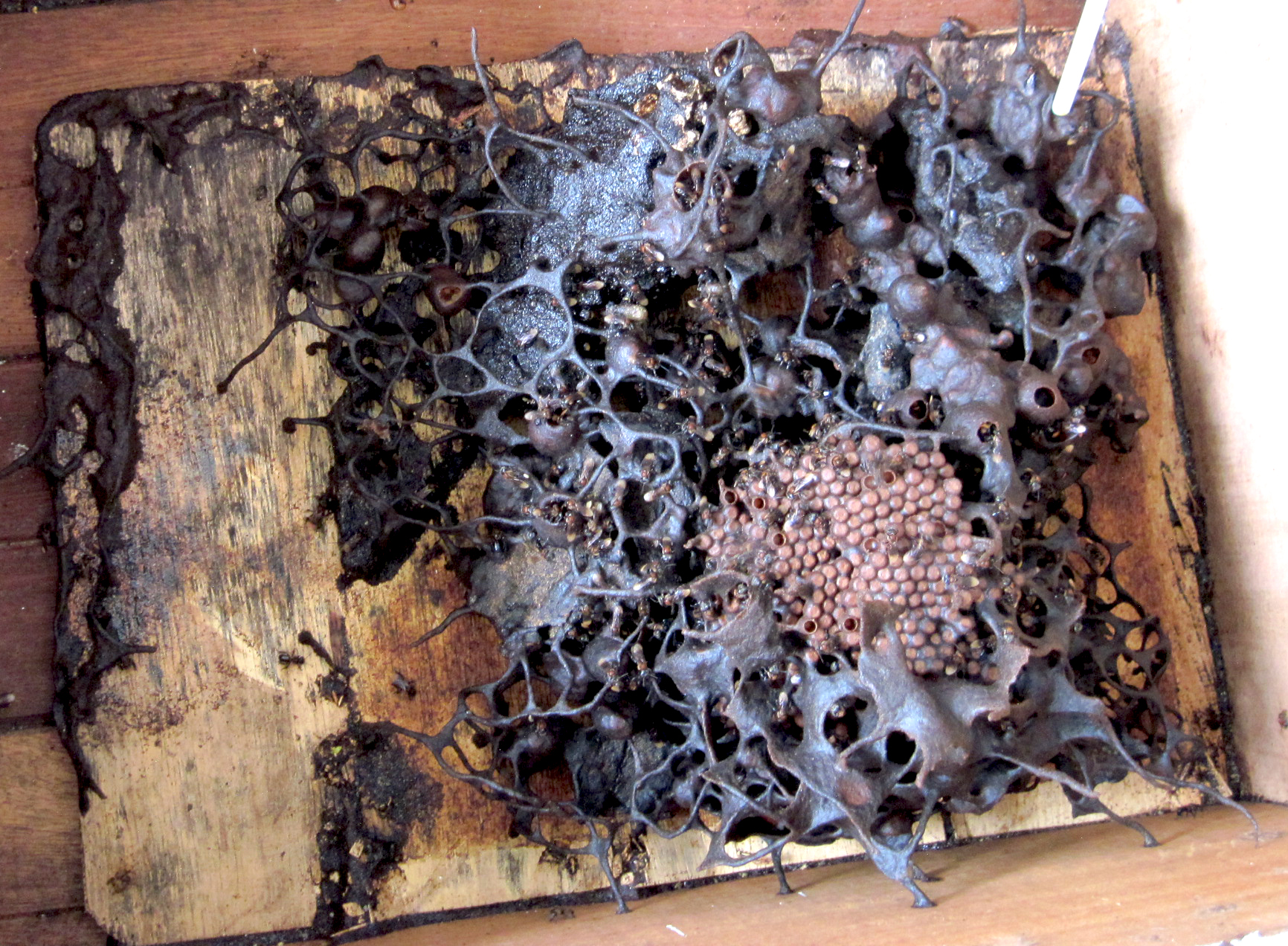
Heterotrigona itama의 군체를 담은 벌집

안쏘는벌은 대개 속이 빈 줄기, 나뭇가지, 땅속의 공동, 바위의 틈새에 집을 짓지만, 벽의 빈 공간, 오래된 쓰레기통, 수도계량기, 드럼통도 집을 짓는다. 많은 양봉가들은 원래의 나무 벌집에서 기르거나 나무 상자로 옮기는데, 이렇게 하는 편이 벌들을 통제하기 쉽기 때문이다. 어떤 양봉가들은 벌을 대나무, 화분, 코코넛껍질이나 물통, 망가진 기타 등의 튼튼하고 폐쇄된 용기를 재활용하여 기른다.
안쏘는벌은 꽃가루와 벌꿀을, 밀랍과 다양한 종류의 식물성 수지를 혼합하여 만든 큰 달걀 모양의 단지에 저장한다; 이 혼합물은 때로 "세루멘"(귀지를 지칭하는 의학적 용어이기도 하지만 둘 사이에는 별 관련이 없음)이라고 불린다. 이 단지들은 흔히 애벌레가 길러지는 중앙의 수평으로 놓인 육아방의 둘레에 배치된다. 어린 일벌들이 탄생하면, 처음에는 벌집 안에서 지내면서 여러 가지 일을 한다. 일벌들이 나이가 들면 경비나 먹이탐색의 임무를 맡는다. 꿀벌과 여러 사회성 말벌들의 애벌레와는 다르게, 안쏘는벌의 애벌레는 성충에게 먹이를 받아먹지 않는다. (진행급식) 알이 놓인 방에 꿀과 꽃가루를 둔 다음 방을 봉해버리면, 알이 이를 먹고 성장하여 성충으로 진화해서 봉인을 뚫고 나온다. (식량비축) 안쏘는벌은 종에 따라 둥지 당 300–80,000 마리의 일벌이 있을 수 있다.

### 역할 분화
단순하게 보자면, 각각의 벌들의 성별은 염색체의 개수에 좌우된다. 암펄은 두 쌍의 염색체를 갖는다(이배체)—하나는 여왕벌, 다른 하나는 수펄에게서 받는다. 수펄은 한 쌍의 염색체만을 가지며 (반수체), 수정되지 않은 알이 자라난 것이지만, 근친교배 또한 반수체 수펄을 만들어낼 수 있다.
암펄이 애벌레 시기에 어떤 종류의 먹이를 먹느냐에 따라 여왕이 될지 일벌이 될지가 엄격하게 갈리는 꿀벌과는 다르게, (여왕벌은 로열젤리를, 일개미는 꽃가루를 먹는다) 안쏘는 벌의 계급체계는 다양하며, 일반적으로 단순히 섭취한 꽃가루의 양에 따라 정해진다. Melipona의 경우 꽃가루를 많이 먹으면 여왕벌로 변한다. 하지만 유전자가 발동하여 암컷 애벌레들의 25%까지, 보통은 5-14%정도가 여왕벌로 자랄 수 있다. 왕대의 경우 전자의 경우 안에 더 많은 꽃가루를 집어넣기 때문에 다른 방보다 크지만, 후자의 경우 일벌의 방과 비슷하며, 일벌로 자랄 애벌레들 사이에 흩어져 있다. 새로운 여왕벌이 탄생하면 보통 짝짓기를 위해 둥지를 떠나며, 대부분 죽는다. 새로운 둥지를 세우는 것은 벌떼가 아니라 두 번째 장소에 점진적으로 새로운 둥지를 세우는 일벌들의 행렬이다. 이후 새로 짝짓기한 여왕이 입성하면 많은 일벌들이 영구적으로 머무르면서 새로운 일벌들을 길러내게 된다. 여왕이 약해지거나 죽어가면, 새로운 여왕이 기존의 여왕을 대체할 수 있다. Plebeia quadripunctata의 경우, 1%도 안 되는 일벌방만이 난쟁이 여왕을 만들어내지만, 여왕벌 일곱마리 중 여섯마리는 난쟁이 여왕이며, 다섯 마리중 한 마리는 무리를 이끌고 새 벌집을 짓는다. 이 여왕벌들은 번식이 가능하지만 큰 여왕벌보다는 번식력이 떨어진다.

### 병정벌
개미와 흰개미는 병정 계급이 있다는 것이 잘 알려져 있지만, 일벌도 계급 분화가 존재한다는 것은 2012년에 어떤 안쏘는벌이 침입자에 맞서 둥지 입구를 보호하는 방어 전문 계급을 가지고 있다는 것이 발견되기 전까지는 알려지지 않았다; 오늘날 Tetragonisca angustula, T. fiebrigi, Frieseomelitta longipes 등의 10종 이상의 벌들이 일벌보다 더 클 뿐만 아니라 일반적인 일벌들과 색이 다르기도 한 병정 계급이 존재한다고 기록되었다.

## 호주의 안쏘는벌
호주의 1,600 종 이상의 토착야생벌 중에서 14종이 안쏘는벌이다. 이 종들은 Australian native honey bees, native bees, sugar-bag bees, sweat bees (건조한 시기나 지역에서 땀을 마시기 위해 땀을 흘리는 사람의 몸에 착륙하기 때문) 등 다양한 이름을 가지고 있다. 하나같이 시커멓고 작으며, 뒷다리는 꽃꿀과 꽃가루를 나르기 위해 길쭉하고 털이 북슬북슬하다. 뒷다리 때문에 가끔 뒤영벌과 혼동되기도 한다. 안쏘는벌들은 꽤나 비슷비슷해보이며, 제일 큰 차이를 보여주는 제일 흔한 종 Tetragonula carbonaria , Austroplebeia australis의 경우 후자가 작고 덜 활동적이다. 이 둘은 브리즈번 일대에 서식한다.
안쏘는벌은 사람에게 해를 끼치지 않기 때문에 교외의 뒷마당에 점점 흔히 길러지고 있다. 대부분의 안쏘는벌 양봉가들은 꿀을 얻기 위해서라기보다는 사람의 개발 행위로 인해 원래의 서식지가 줄어드는 토착종을 보존한다는 즐거움을 위해 벌을 기른다. 벌들은 대신 꽃꿀과 꽃가루를 채집하면서 농작물, 정원의 꽃, 덤불의 식물들을 수분시킨다. 많은 양봉가들이 덤불꿀을 판매하는 작은 시장을 형성하지만, 토착 안쏘는벌들은 꿀을 많이 생산하지 않으며 벌집의 구조 상 꿀을 채취하기 어렵다. 퀸즐랜드와 뉴사우스웨일스 북부의 온화한 지역에서만 벌들이 생존에 필요한 양 이상의 꿀을 생산할 수 있다. 더 한랭한 지역에서 꿀을 채취하면 군체는 약해지거나 전멸할 수도 있다.

### 꿀 생산
호주의 따뜻한 지역에서는 이 벌들은 소규모의 꿀 생산에 이용된다. 또한 이 지역에서 벌집 상자에서 잘 양봉될 수 있다. 이 지역에서 안쏘는벌에게 해를 끼치지 않고 적당한 양의 꿀을 수확하는 특별한 방식이 개발되어왔다.
안쏘는벌은 호주의 시장에 유통되는 대부분의 꿀을 생산하는 유럽꿀벌처럼 길쭉한 뒷다리로 꽃가루를 둥지로 가져간다. 먹이를 모으기 위한 탐험이 끝날 즈음에는 꽃가루통이 밝은 주황색, 또는 노란색 꽃가루로 가득 차있는 모습을 볼 수 있다. 안쏘는 벌은 꽃꿀도 모으는데, 모이주머니라고 불리는 위장의 한 부분에 저장한다. 벌들은 둥지로 돌아와서, 꿀이 형성될 때까지 꽃꿀의 물방울을 입 안에서 굴려 꽃꿀의 수분을 증발시킨다. 이러한 과정은 꽃꿀을 농축시키며 당도를 높이는데, 이렇게 해도 꿀벌의 벌꿀만큼 농축되지는 않는다; 꿀벌의 벌꿀보다 농도가 훨씬 옅으며, 더 쉽게 상한다.
안쏘는벌은 그 향기로운 꿀을 둥지 가장자리에 있는 작은 수지 항아리들에 저장한다. 이 벌들은 꿀을 생산하기 위해서, 나머지 벌집 구조가 손상되는 일 없이 꿀을 수확할 수 있도록 특별하게 설계된 상자에서 길러질 필요가 있다. 어떤 최근에 설계된 상자는 꿀을 저장하기 위한 구역이 물리적으로 분리되어 있어서 둥지의 다른 부분에 꿀을 흘리는 일 없이 꿀항아리를 떼갈 수 있다. 해마다 75kg의 꿀을 생산할 수 있는 유럽꿀벌의 벌집과는 다르게, 호주의 안쏘는벌의 벌집은 1kg 미만의 꿀을 생산한다. 안쏘는벌의 꿀은 뚜렷한 "덤불"의 맛 - 과일 느낌이 나는 달콤함과 새콤함을 맛볼 수 있다. 이 맛은 벌들이 벌집과 꿀단지를 짓는데 사용한 식물성 수지로 인한 것이며, 시시각각 이를 어떤 꽃과 나무에서 채취했냐에 따라 맛이 달라진다.

### 수분
호주의 농부들은 농작물을 수분시키기 위해 유럽꿀벌에게 크게 의존한다. 하지만 어떤 토착 농작물의 경우 토종벌이 수분을 더 잘할 수 있다. 안쏘는벌은 마카다미아와 망고같은 농작물을 잘 수분시킨다는 것을 입증해왔다. 또한 딸기, 수박, 시트러스, 아보카도, 리치 등등에도 이점이 있다. 호주의 농작물 수분에 대한 안쏘는벌의 활용에 관한 연구는 여전히 극초기 단계이지만, 이 벌들은 굉장한 잠재력을 보여주었다. 웨스턴시드니 대학교에서 수행한 연구는 이 벌들이 온실과 같은 제한된 영역에서 훌륭하게 활약한다는 것을 보여주었다.

## 브라질의 안쏘는벌

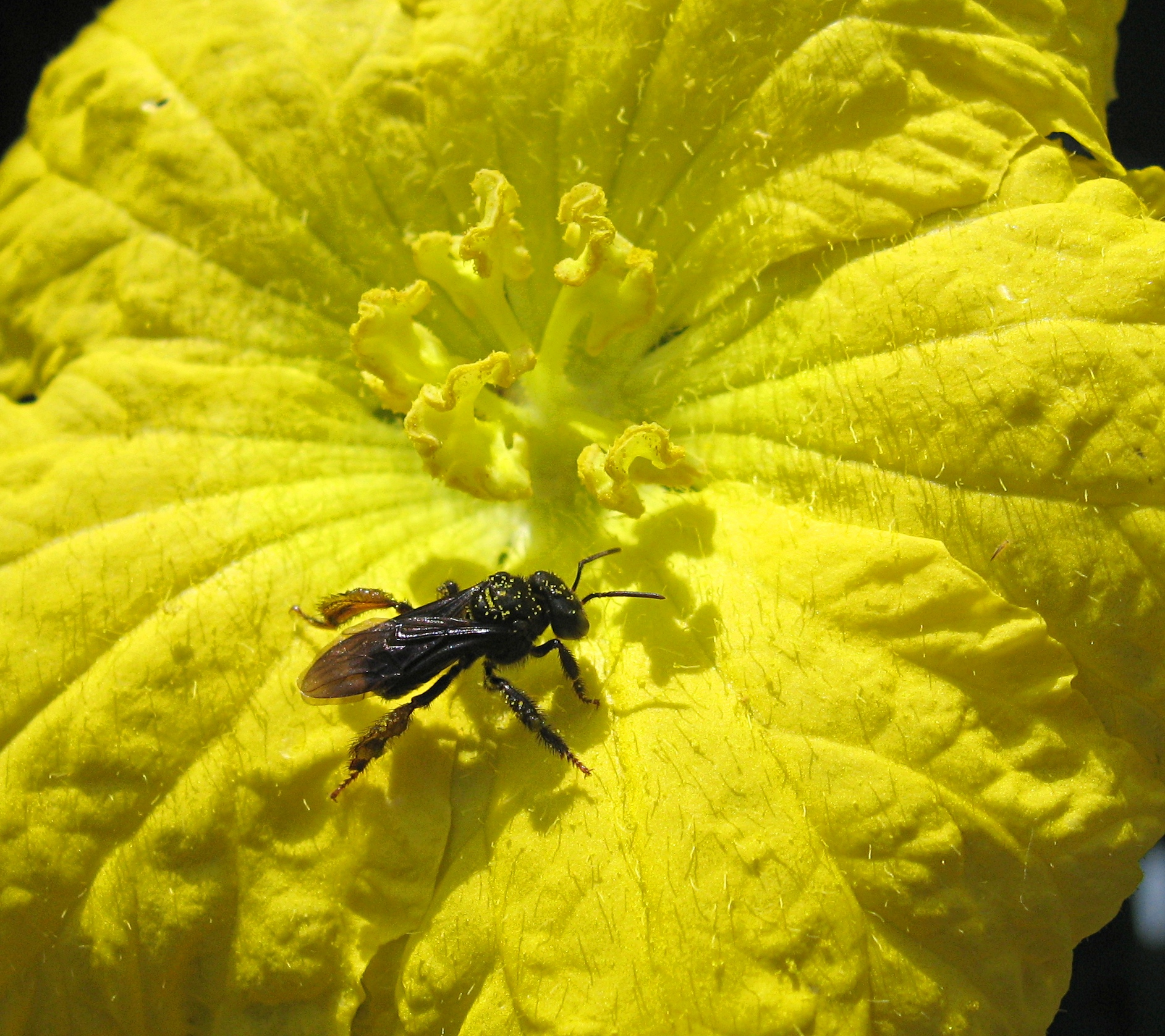
브라질 캄피나스에서 촬영된, 수세미오이 (Luffa cylindrica)의 꽃에 착륙한, 꽃가루에 뒤덮인 동정되지 않은 안쏘는벌 (아마 Trigona spinipes인 듯)

브라질은 Meliponini에 속한 다양한 침없는 벌의 고향이며, 300종 이상이 등록되었고 아마 발견되기를 기다리는 더 많은 벌들이 있을 것이다. 크기, 형태, 습성 등이 아주 다양하며, 20-30종에 달하는 벌들이 꿀을 잘 생산한다. 아직 인지도가 별로 없지만, 브라질 전역에서 안쏘는벌을 기르는 양봉가들이 점점 늘고 있다. 이전에는 토착벌을 보호하기 위해 법적으로 토착벌의 벌집의 판매를 금지하였지만 별로 성공적이지 않았고, 2004년 8월부터 벌집 판매를 허용하여 안쏘는벌 양봉이 크게 늘었다. 오늘날 야생 벌집의 포획이나 파괴는 여전히 금지되어있으며, 벌들이 스스로 인공적인 함정에 설치한 벌집들만 야생에서 수집할 수 있다. 대부분의 벌집은 허가받은 양봉가들이 원래 가지고 있던 벌집을 분봉하여 인공적으로 생산한다. irapuá (Trigona spinipes)와 같은 브라질의 안쏘는벌은 꿀을 생산할 뿐만 아니라 열대식물의 주요한 꽃가루 매개자이며 꿀벌과 생태적으로 동등한 위치를 차지한다고 여겨진다.
또한 이러한 벌들을 기르고 벌집을 늘리며 이 벌들이 생산하는 꿀들을 탐색하기 위한 최적의 방법에 대해 상당한 실용적인, 학문적인 작업이 이루어졌다. 브라질 북동부의 잔다이라 (Melipona subnitida) 와 참우루수 (Melipona scutellaris) , 남남동부의 만다사이아 (Melipona quadrifasciata) 와 노랑우루수(Melipona rufiventris) , 북부의 티우바 또는 주빠라 (Melipona interrupta) 와 straw-bee (Scaptotrigona polysticta) , 나라 전역에 분포하는 자따이 (Tetragonisca angustula) 와 같은 종들은 양봉가들에게 규모에 상관 없이 점점 인기가 높아지고 있다. 만다과리 (Scaptotrigona postica) , 과라이포 (Melipona bicolor) , 이라이 (Nannotrigona testaceicornis) 와 같은 다른 많은 벌들도 언급은 잘 되지 않지만 작은 규모로 길러진다. 안쏘는벌을 기르면서 꿀을 팔거나 군체를 팔아치우는 식으로 이윤을 많이 남길 수 있다. 만다사이아와 참우루수와 같은 종의 벌집은 한 해에 네 번까지 분봉할 수 있으며, 이러한 방식으로 만들어낸 새 군체는 10만원 이상의 가격으로 판매된다.
브라질의 환경부에 따르면 현재 브라질에서 종의 존속을 위협받고 있는 네 종의 안쏘는 벌이 있다고 한다. Melipona capixaba, Melipona rufiventris, Melipona scutellaris, Partamona littoralis 이 위험에 처한(EN) 것으로 등록되었다.

### 꿀 생산
이러한 벌들은 대부분 둥지의 크기가 유럽꿀벌보다 훨씬 작지만, 개체 당 꿀의 생산량은 상당히 높아서 규모가 1000마리도 안 되는 벌집이 해마다 꿀을 4리터까지 생산할 수 있다. 아마도 꿀 생산성으로는 세계 최고일 만두리(Melipona marginata)는 벌집의 규모가 300마리 정도 밖에 되지 않지만 상태가 정상적이면 해마다 꿀을 3리터까지 생산할 수 있다. Melipona,에 속한 벌들 중 제일 작은 종 중 하나인, 체장이 6-7mm에 불과한 이 녀석들은 독일과 일본과 같은 어떤 나라들의 온실에서 꽃가루매개자로 활약하고 있다. 이 작은 벌들은 둥지가 공격받지 않는 한 공격하지 않지만, 둥지가 위협받으면 맹렬하게 사람을 물어뜯으며, 턱힘으로 사람의 피부를 뚫을 수 있다.
Scaptotrigona에 속한 종들은 규모가 20,000 마리에 이를 정도로 큰 벌집을 이루는 경향이 있으며, 해마다 8-12리터까지의 꿀을 생산할 수 있지만, 성질이 더러워서 브라질의 안쏘는벌 양봉가 사이에서 인기가 별로 높지 않다. 어떤 대형 사육자는 3,000개가 넘는 벌집을 기름에도 여전히 꿀을 많이 생산하는 Melipona속의 티우바, 참우루수, 잔다이라와 같은 벌집마다 3,000마리 이상의 벌들이 존재하는 종들을 기른다. 이 벌집들은 해마다 총 1.5톤 이상의 벌꿀을 생산한다. 큰 양봉장에서 벌집 당 꿀의 생산량을 제한하는 것은 근방의 꽃의 개수 밖에 없다. 안쏘는벌의 꿀은 너무 달지 않으면서도, 꿀벌속이 벌들이 생산한 꿀보다 항균물질의 농도가 더 높아 의학적인 효과가 더 크다고 알려져 있기 때문에 좀 더 고급으로 여겨진다. 그리하여 안쏘는벌의 꿀은 이윤이 굉장히 높으며, 유럽꿀벌이나 아프리카화꿀벌이 생산한 일반적인 꿀보다 다섯 배에서 열 배가량 비싸다. 하지만 유럽꿀벌이나 아프리카화꿀벌에 비해 같은 꿀을 생산하는 데 훨씬 많은 벌집이 필요하다. 또한 이 벌들이 꿀벌의 규격화된 육각형 모양의 벌집 대신 세루멘으로 만든 방에 꿀을 저장하기 때문에 꿀을 채취하기 훨씬 어렵고 노동집약적이다.
안쏘는벌의 꿀은 꿀벌속의 꿀에 비해 색깔이 옅고 물이 더 많이, 25-35% 정도 함유되어 있다. 그래서 잘 질리지 않지만 더 잘 상한다. 그래서 판매하기 위해서는 건조나 저온살균 과정이 필요하다. 안쏘는벌의 꿀은 자연 상태에서는 냉장보관을 해야 한다.

### 애완동물로서의 벌

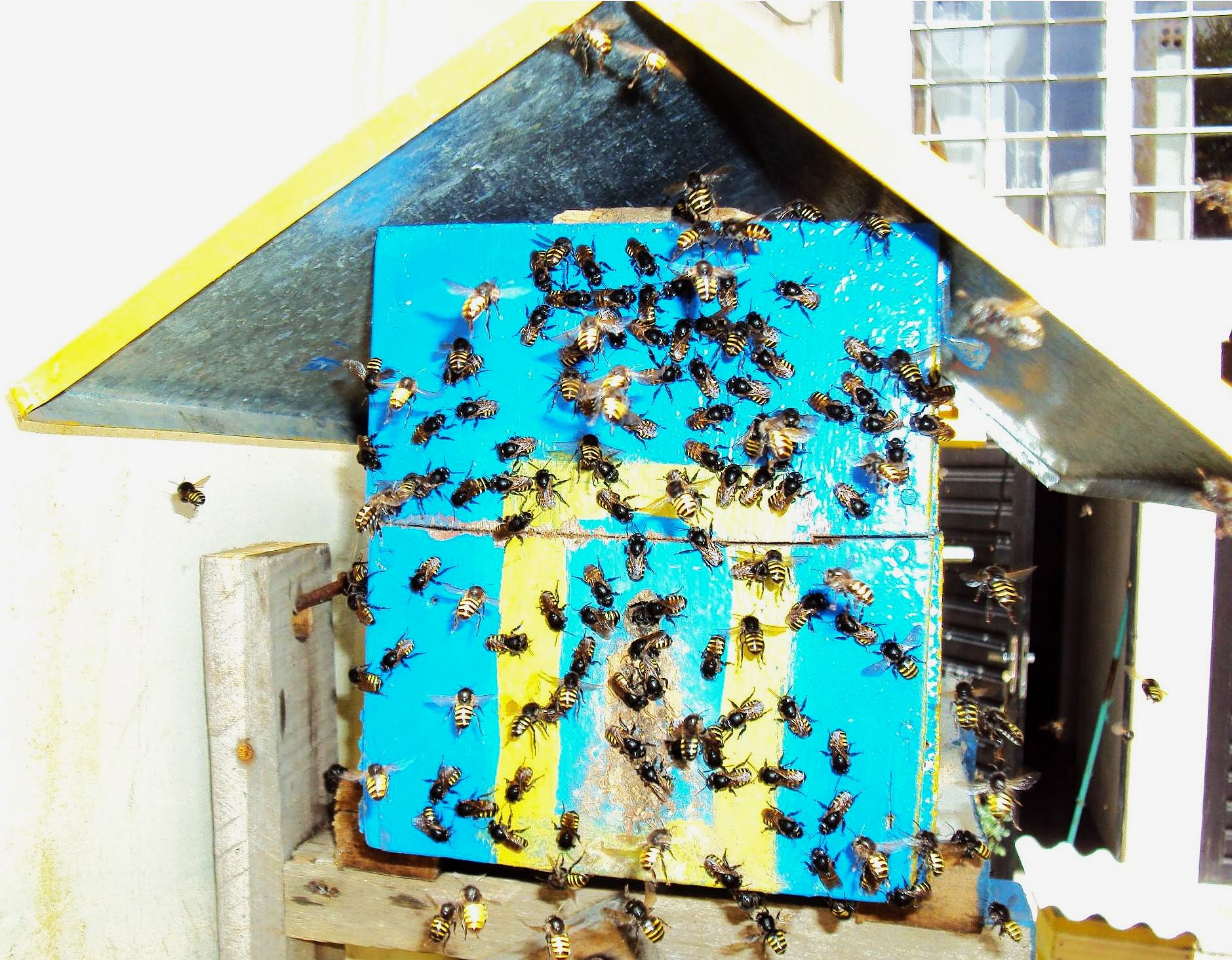
브라질의 주택의 뒷마당에 설치된 인공 벌집 주변의 만다사이아 벌들의 무리

브라질의 안쏘는벌은 침의 기능부전과 공격적이지 않은 특성적 행동으로 인해 둥지 주변에 꽃이 충분하다면 도시와 같은 인구가 많은 환경에서도 문제 없이 키울 수 있다. 어떤 양봉가들은 12층까지의 아파트에서도 꿀을 생산할 수 있다.
튜부나 (Scaptotrigona bipunctata) 등의 몇몇 종을 제외하면 일반적으로 성격이 꽤나 온순하지만, 대부분의 브라질의 안쏘는 벌은 벌집이 공격받으면 턱으로 물고 머리카락과 뒤엉키고 귀나 코 속으로 비집고 들어가거나 프로폴리스, 심시어 산을 분비할 수 있다.
하지만 어떤 종들은 주택에서 애완동물로 기르기 좀 더 적합하다. 만다사이아는 극단적으로 잘 길들여지며, 꿀을 채취하거나 둥지를 나누기 위해 둥지가 개방될 때조차 사람을 공격하지 않는다. 이 벌들은 규모가 400-600마리에 불과한 작고 관리하기 쉬운 둥지를 형성하며 일반적으로 하나의 둥지 당 한 해에 꿀을 4리터까지 생산할 수 있어, 가정의 양봉가들에게 굉장히 매력적이다. 길이가 11mm에 달하는 꽤나 큰 벌이며, 체온유지를 좀 더 잘 할 수 있어, 기온이 0 °C보다 조금 낮은 온도로까지 떨어질 수 있는 지역에서도 살아갈 수 있다. 하지만 꽃에 대한 취향이 좀 있어서 원래의 서식지에서 살아가는 종류의 꽃들을 선호한다. 그래서 바이아주 동쪽의 원산지의 바깥에서는 기르기 힘들다.
티우바, 참우루수와 같은 다른 종들도 길이 잘 들며 꿀을 많이 생산한다. 둥지의 규모는 3000-5000마리 정도이며 (일벌 무리의 규모는 80000마리까지 치솟을 수 있다) 한 해에 꿀을 10리터까지 생산할 수 있다. 집에서 쉽게 기를 수 있지만 따뜻한 지역에서만 살아남을 수 있으며, 애벌레들은 기온이 12 °C 이하로 내려가면 죽어간다. 하지만 노랑우루수는 0 °C 이하의 기온에서 살아남을 수 있으며, 둥지는 규모가 3500마리 정도 되며 한 해에 6리터 까지의 꿀을 생산할 수 있다. 하지만 이 종은 둥지가 공격받으면 달려들어 세게 꼬집으며, 보통 전문적인 양봉가들만 이 녀석들을 기른다.
집에서 기르기 좋은 다른 종은 과라이포 (Melipona bicolor)다. 이 녀석들도 길이 잘 들고, 양봉가를 절대 공격하지 않으며, 벌집의 규모는 600마리를 넘지 않는다. −10 °C에 이르는 기온도 견딜 수 있으며, 한 해에 3리터가 넘는 꿀을 생산할 수 있다. 둥지 하나에 여러 마리의 여왕벌이 존재하는 경우가 흔하며, 보통 두세마리 정도지만 다섯 마리까지 존재하기도 한다. 이러한 복수여왕제라고 불리는 특성으로 인해 여왕 하나가 죽어도 둥지에 큰 영향이 미치지 않는데, 여왕이 하나만 존재하는 다른 종들의 경우 둥지 전체가 망할 수도 있는 것이다. 하지만 과라이포는 낮은 습도에 굉장히 민감하여 높은 습도를 유지할 수 있는 수단을 갖춰야 한다. 과라이포는 한 때는 굉장히 흔했지만 지금은 야생에서는 희귀한데, 주로 브라질 남남동부의 서식지의 숲이 파괴되었기 때문이다.
Plebeia, Leurotrigona에 속한 다른 브라질의 안쏘는벌의 속들 또한 길이 잘 들며 훨씬 작은데, 이들 중 한 종(Plebeia minima)은 몸길이 2.5mm 이상 자라지 않으며, ambe-olhos (licks-eyes, Leurotrigona muelleri)은 훨씬 작아서 1.5mm에 불과하다. 이 종들은 대부분 미림 (mirim 아이)으로 불리며, 굉장히 작은 인공 둥지에서 기를 수 있어서, 작은 온실을 수분시키는 용도로 활용하거나 단순히 집에서 애완용으로 벌집을 기르기를 원하는 양봉가들의 관심을 끌고 있다. 이것들은 너무 작아서 대개 0.5리터 이상의 꿀을 생산하지 못하기 때문에 상업적으로 꿀을 생산하는 데 활용되지는 않는다.

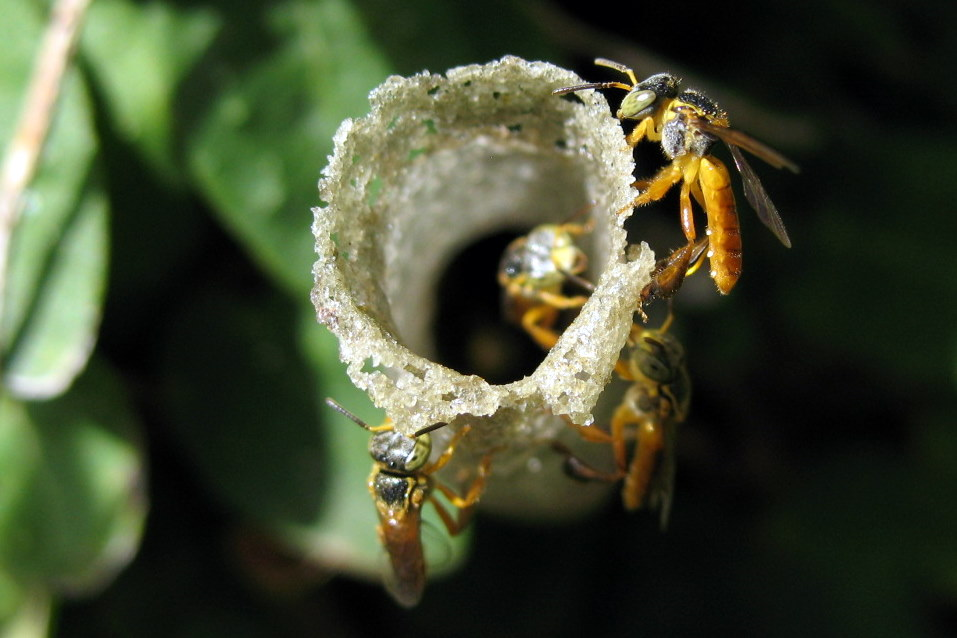
자따이 벌은 둥지의 입구에 밀랍으로 관을 짓는다.

안쏘는벌에 속한 자따이 (Tetragonisca angustula), 마르멜라다 (Frieseomelitta varia), 모싸브란카 (Frieseomelitta doederleini)의 크기는 상술한 아주 작은 종들과 유럽꿀벌의 중간 정도 된다. 이 녀석들은 굉장히 적응력이 뛰어나다; 자따이는 다양한 지역과 환경에서 기를 수 있으며, 대부분의 브라질의 도시에서 꽤나 흔하다. 마르멜라다, 모싸브랑카는 프로폴리스를 싸지르는 반면, 자따이는 둥지가 공격당하면 물 수 있지만 턱힘이 약해서 해롭지 않다. 한 해에 꿀을 1.5리터까지 생산하며, 안쏘는벌이 생산하는 꿀 중 으뜸으로 친다. 사실 자따이는 최초로 양봉된 안쏘는벌 중 하나다. 둥지는 대개 나무나 벽 사이의 빈 공간에 지으며, 입구에 짓는 밀랍으로 만든 관이 눈에 잘 띄어서 쉽게 찾을 수 있다. 입구는 보통 일벌보다 힘이 더 센 병정벌이 지키고 있다. 마르멜라다와 모싸브랑카는 꿀을 조금 적게 만들지만, 다른 안쏘는벌이 만드는 꿀보다 더 진하고 달콤하여 아주 맛있다.

## 중앙아메리카의 마야의 안쏘는벌

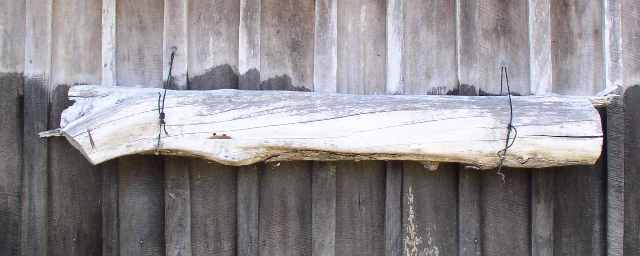
마야의 안쏘는벌의 둥지: 속이 빈 나무토막은 벨리즈의 안쏘는벌을 위한 집이 되어준다.

중앙아메리카 어디를 가든 양봉되는 토종 안쏘는벌은 Melipona beecheii , M. yucatanica 뿐이다. 이 벌들은 마야 문명 시절 꿀을 얻기 위해 널리 양봉되었으며, 신성하게 여겨졌다. 이 벌들은 심각한 삼림파괴, 대체된 농경 방식 (특히 살충제의 과잉사용), 꿀을 훨씬 많이 생산하는 아프리카화꿀벌로의 도입으로 인해 위험에 처했지만, 현대 마야인들은 오늘날에도 이 벌들을 양봉하고 있다.

### 역사
토착 안쏘는벌 (M. beecheii 가 인기가 높다) 은 수천 년 간 마야 저지대에서 양봉되었다. 유카텍어는 이 벌들을 "고귀한 벌아가씨"라는 의미의 '수난 캅'이라고 부른다. 이 벌들은 한 때 종교적인 의식의 대상이 되었으며 마드리드 코덱스로 인해 알려진 벌의 신 아 무젠 캅의 상징이었다.
이 벌은 그 당시에, 여전히, 애완동물로 여겨진다. 주민들이 집 주변에 하나 이상의 길다란 벌집을 기르는 경우는 흔했다. 벌들은 쏘진 않지만 물 수 있으며 모기에 물린 것과 비슷한 자국이 남을 수 있다. 여전히 지역주민들이 애용하는 전통적인 벌을 채집하는 방법은, 야생의 벌집을 찾아, 벌집이 있는 나무토막을 잘라내 가져가는 것이다. 그렇게 얻어낸 나무토막의 양 끝을 다른 나무조각이나 진흙으로 막은 다음 진흙으로 완전히 봉해진다. 이러한 영리한 방식으로 유럽꿀벌의 벌집처럼 유충, 꽃가루, 꿀이 같은 방에서 섞이는 일을 방지한다. 유충은 벌집의 중앙에서 길러지며, 꿀은 벌집의 가장자리의 수직의 '항아리'에 저장된다. 나무토막 끝의 임시적인, 제거할 수 있는 마개는 벌집의 손상을 최소화하면서 꿀을 쉽게 얻어낼 수 있도록 한다. 하지만 숙련되지 않은 작업자가 둥지에 되돌릴 수 없는 손상을 입혀서 꿀벌들이 무리를 이루어 나무토막을 떠나게 될 수 있다. 하지만 적절하게 유지관리된 벌집은 기록된 바로는 대를 이어 80년 이상 지속될 수 있다. 중앙아메리카의 고고학적인 발견 중에서, 한때 안에 벌집들이 존재했던 긴, 부서진 나무토막의 마개로 여겨지는 돌 원반들이 있다.

### 툴룸
칸쿤 남쪽으로 130km 떨어진 카리브 해안에 위치한, 콜럼버스 이전의 시대의 마야 도시였던 툴룸은 도시 도처에서 찾아볼 수 있는 신을 섬겼다. 그는 수많은 건물의 입구 위아래에서 작은 형태로 등장한다. 사원 중 하나인 "적강한 신의 사원"은 중앙광장 왼쪽에 있다. 이 사원이 모시는 신은 "벌의 신", 아 무젠 캅으로 추측되며, 이러한 견해는 마드리드 코덱스에서 찾아볼 수 있다. 이 사원이 수난 캅, "고귀한 벌 아가씨"를 모시는 종교/무역의 중심지일 수도 있다.

### 경제적 활용
중앙아메리카의 전통 봉밀주인 발체는 발효된 꿀과, 이 음료가 이름을 따온 콩과의 발체나무 (Lonchocarpus violaceus)의 껍질로 만들어진다. 전통적으로 카누에서 양조된다. 발체는 엔씨오젠적인 효과를 가졌다고, 즉 영적인 경험을 선사한다고 알려져 있으며 의학적인, 영적인 목적을 위해 소비된다. 양봉가들은 둥지를 향정신성식물 올롤리우키와, 때때로 발체나무의 근처에 두어서, 이러한 식물의 꽃꿀을 사용하여 꿀을 만들도록 한다. 또한 양조자들은 발체를 발효시키기 전에 발체나무 껍질 추출물을 첨가할 수 있다. 완성된 음료는 마시면 의 꽃가루에 포함된 에르골린 혼합물, 발체나무의 꽃꿀 또는 발체나무 껍질의 정신환각성분의 혼합물로 인해 정신에 어떤 작용을 할 수 있다.
일반적으로 벌이 서식하는 곳에서 사용하는 흔한 금속주조 방식인 탈납주조는 마야에서도 사용되었다. Melipona의 밀랍은, 특히 습한 마야 저지대에서 부드럽고 작업하기 쉬웠다. 덕분에 마야 문명은 일반적으로 주조하기 힘들 수 있는 조그마한 예술작품, 보석세공품 등의 금속공예품을 만들어낼 수 있었으며, 꿀을 채취하고 난 잔여물을 활용할 길을 만들었다. 둥지가 한계 이상으로 손상되었다면 둥지 전체를 탈납주조에 사용하였다. 하지만 숙련된 양봉가들은 벌꿀방만을 제거할 수 있었으며, 꿀을 채취하고 남은 밀랍은 주조나 다른 용도로 사용되었다.

### 미래
중앙아메리카의 안쏘는벌의 전망은 불확실하다. Melipona를 기르는 양봉가의 수는 더 경제적인 외래산 아프리카화꿀벌이라는 선택지 앞에서 급격하게 감소하고 있다. 해마다 100kg 이상의 많은 꿀 생산량과, 벌집 관리와 분봉의 간편함은 "살인벌" 벌집을 보유하는 위험성을 간단하게 넘어선다.
이 문제를 더 복잡하게 만드는 건, 아프리카화꿀벌은 가지과와 몇몇 숲의 나무와 덤불과 같은, 수분을 토착종 안쏘는벌에 의존하는 특정한 식물군의 꽃에 관심이 없다는 것이다. 안쏘는벌이 아프리카화꿀벌로 대체된 지역에서는 이미 토착 식물군의 감소가 일어나고 있다.
안쏘는벌 양봉 기술에 대한 또다른 문제는 이제 대부분의 안쏘는벌 양봉가들은 이제 늙었으며, 양봉가들이 죽으면 벌집은 관리되지 않고 방치될 수 있다는 것이다. 벌집은 오래된 가정집에나 있는 것으로 여겨지며, 양봉가가 죽으면 버려지거나 같이 묻히게 된다. 사실 한 때 양봉이 인기있었던 마야의 저지대는 이제 양봉가들이 급격히 줄어들고 있으며, 1980년대에는 수천명이었지만 2004년에는 70여명에 불과하다. 마야 저지대에서는 벌집 전체나 일부분을 양봉가와 같이 묻는 것은 volar al cielo, "천국으로 날아가기 위한" 전통이었다. 중앙아메리카에서 이러한 전통을 보존시키기 위한 다방면의 노력이 진행 중이다.

## 꿀을 생산하는 종
- Austroplebeia spp.
- Cephalotrigona
  - C. capitata
- Frieseomelitta
  - F. doederleini
  - F. varia
- Heterotrigona
  - H. itama
- Melipona
  - M. asilvai
  - M. beecheii
  - M. bicolor
  - M. capixaba
  - M. compressipes
  - M. costaricensis
  - M. crinita
  - M. eburnea
  - M. fasciata
  - M. fasciculata
  - M. favosa
  - M. flavolineata
  - M. fuliginosa
  - M. marginata
  - M. panamica
  - M. quadrifasciata
  - M. rufiventris
  - M. scutellaris
  - M. seminigra
  - M. subnitida
  - M. yucatanica
- Meliponula spp.
  - M. bocandei
- Paratrigona
  - P. subnuda
- Partamona
  - P. seridoensis
  - P. helleri
- Scaptotrigona
  - S. bipunctata
  - S. polysticta
  - S. postica
  - S. tubiba
  - S. mexicana
- Schwarziana
  - S. quadripunctata
- Tetragona
  - T. clavipes
  - T. quadrangula
- Tetragonisca
  - T. angustula
- Trigona (genus)
  - T. carbonaria
  - T. hockingsii
  - T. iridipennis (Tetragonula iridipennis)[29]